# NGC 5479
NGC 5479 ist eine 14,3 mag helle, elliptische Galaxie mit aktivem Galaxienkern vom Hubble-Typ E0  im Sternbild Kleiner Bär am Nordsternhimmel. Sie ist schätzungsweise 435 Millionen Lichtjahre von der Milchstraße entfernt.
Das Objekt wurde am 11. Juni 1884 von Lewis A. Swift entdeckt.